# Caligus belones
Caligus belones är en kräftdjursart som beskrevs av Henrik Nikolai Krøyer 1863. Caligus belones ingår i släktet Caligus och familjen Caligidae. Inga underarter finns listade i Catalogue of Life.